# Vojna odora
Vojne odore, kao unaprijed određen oblik odijevanja, prerasle su službeno propisanu odjeću, koja označuje pripadnost osobe određenoj postrojbi, ogranku ili vojnim snagama, povijesno gledano u novije vrijeme. Općenito se smatra kako su se odore u današnjem obliku proširile osnivanjem stalnih armija nakon Tridesetogodišnjeg rata. Teško da je za to bila zaslužna jedna zemlja, a još manje neka određena osoba. Čini se kako se zamisao o odorama nekako istodobno javila u nekoliko različitih zemalja.

## Povijesni razvoj
Još od najranijih vremena u odijevanju vojnika težilo se ujednačenosti, ali se još nije moglo govoriti o odorama u današnjem smislu te riječi. Primjerice, u Rimskom Carstvu uniformiranost je neprijeporno bila rezultat masovne proizvodnje odjeće i opreme kojom je vojnike opskrbljivala država. Isto tako valjalo je trenutačno i točno razlikovati suborca od protivnika.
Na vojne odore uvijek je utjecala tradicija. I danas su vidljivi dijelovi odora koji nemaju baš nikakvu uporabnu vrijednost, ali su zadržani kao tradicionalni ili simbolični uresi.
Na krojeve i oblike odora utječu i modni trendovi i tendencije vremena u kojem nastaju: razlike između civilne odjeće i odora mnogo su manje no što se na prvi pogled čini. Napokon, u nedavnoj prošlosti bili smo svjedoci umetanja modnih trendova u suvremene odore vojski mnogih zemalja.
Početkom 15. stoljeća, za razliku od Francuza i Švicaraca koji su nosili bijele, mnogi su engleski vojnici na prsima ili leđima nosili crveni križ (sv. Jurja). Pripadnici njemačkih carskih četa nosili su crveni križ sv. Andrije ili tzv. burgundski križ. Te su oznake kasnije zamijenjene širokim pojasevima ili vrpcama (tzv. ešarpama) koje su se nosile oko pojasa ili preko ramena. Boje tih ešarpi ili poljskih amblema kako su ih neki nazivali, određivao je zapovjednik, nerijetko u njih umećući boje svojih vlastitih heraldičkih simbola.

### Boje
U posljednjih dvadesetak godina vojne odore, osobito odore kopnenih snaga posve su se promijenile: jednobojne sive, zelene, sivozelene, maslinaste, zelenkaste, sivkaste i odore sličnih boja, ustuknule su pred tzv. maskirnim platnima. Premda se maskirne odore šarama međusobno razlikuju, ipak je vojnika u takvoj odori teško identificirati, osobito ako dodatnog znakovlja nema, ili jednostavno nije dovoljno vidljivo.
Za razliku od današnjih, nekadašnje su odore bile veoma živih i jarkih boja. U XVIII. stoljeću u standardnoj europskoj odori obvezatno su bili izrazito civilni dijelovi odjeće: trorogi šešir, dugački ogrtač, prsluk i hlače koje su se spuštale malo ispod koljena. Prepoznatljivi vojni dodatak bili su široki reveri s pucetima koji su se prema struku sužavali, a razlika među odorama europskih vojnika gotovo da i nije bilo, osim u bojama: Britanci i Danci bili su crveni. Prvobitno svijetlosivi, a potom bijeli bili su Austrijanci, Francuzi i Španjolci. Tamnoplavi su bili Prusi, a zeleni Rusi.
Sve do početka I. svjetskog rata većina vojnika još je nosila živopisne odore u koje su bili utkani mnogi tradicionalni dijelovi nekadašnjih odora i kojekakvih nošnji. Tamnozelenu boju u ruskoj vojsci uveo je još Petar Veliki, tzv. pruskoplavu pruski su vojnici nosili već dva puna stoljeća, a čak dvije regimente kao sastavni dio odore imale su i mjedene - mitrama nalik kape. Britanci su barem za parade zadržali svoje crvene kapute, a Francuzi su uglavnom bili crveno-plavi. U prvoj godini Velikog rata mnoge su vojske to šarenilo zamijenile drap ili bež odorama, a Britanci su barem u Indiji već šezdesetak godina nosili odore kaki boje. Kod kuće su na odore primijenili tamniju nijansu, baš kao i Amerikanci. Za razliku od njih, Talijani su prešli na svijetlozelenu boju, a Nijemci i Austrijanci na različite nijanse sive. Ipak, austrijska je konjica još neko vrijeme ostala u crvenim i plavim tonovima, a Rusi su na svoju inačicu kaki boje prešli još nakon Rusko-japanskog rata 1905., ali su zato dali truda da što više nakite svoje paradne odore. U svojim staromodnim odorama i sa zastarjelim pokrivalima na glavama, u I. svjetski rat ušli su samo belgijski i francuski vojnici. Nakon provedenih promjena i uvođenja suvremenije kacige, svi su se našli u bojama kaki (Crna Gora, Grčka, Japan, Rusija, Srbija i Turska), različitim nijansama sive (Austro-Ugarska, Bugarska, Italija, Njemačka i Portugal) ili nebesko-plave (Francuska i Rumunjska).

## Vanjske poveznice
- Vojna odora Hrvatska tehnička enciklopedija, portal hrvatske tehničke baštine. LZMK